# Park Narodowy Dudhwa
Park Narodowy Dudhwa – park narodowy położony w stanie Uttar Pradesh w północnych Indiach, przy granicy z Nepalem. Zajmuje powierzchnię 490 km². Został założony w 1977 roku, dzięki zabiegom Arjana Singha, indyjskiego myśliwego, który został ekologiem i rozpoczął działania na rzecz odbudowy populacji tygrysów i lampartów. 

## Charakterystyka parku
Obszar parku obejmuje część aluwialnej niziny Hindustańskiej o wysokości od 150 na południowo-wschodnim krańcu do 182 metrów na skrajnej północy. W parku ochroną objęty jest jeden z najpiękniejszych lasów w Indiach z drzewostanem starszym niż 150 lat. Drugi co do wielkości ekosystem parku stanowią mokradła.

## Flora
W lasach parku dominują drzewa sal – według tradycji buddyjskiej pod drzewem sal miał urodzić się Budda.

## Fauna
Park jest zamieszkiwany m.in. przez populacje tygrysów, lampartów, jelenie bagienne, wargaczy, nosorożcy indyjskich.